# Сесар Айра
Сѐсар Айра (на испански: César Aira) е аржентински писател, есеист, драматург, преподавател по литература и преводач от английски и френски (сред многото други - на Стивън Кинг, Екзюпери, Р. Л. Стивънсън, Чандлър, Арт Спигелман и Фоенкинос).

## Биография
Роден е в Коронел Принглес, от 18-годишен живее в Буенос Айрес. От дебюта си през 1975 г. е публикувал близо 90 книги, повечето от които – много кратки романи. Голяма част от тях са преведени на двайсетина езика. През 2014 г. е удостоен с френското отличие на името на Роже Кайоа, през 2016 г. – с чилийската награда за ибероамериканска литература Мануел Рохас. Романът му „Доказателството“ (1992) е екранизиран от Диего Лерман през 1999 г. в късометражен дебют със същото заглавие.

## Издания на български език
- 2016 – „Светецът“, прев. Красимир Тасев, Агата-А, С.
- 2017 – „Мрамор“, прев. Нева Мичева, Лист, С.
- 2018 – „Ема, пленницата“, прев. Красимир Тасев, Агата-А, С.
- 2018 – „Разговорите“, прев. Нева Мичева, Лист, С.
- 2019 – „Как станах монахиня“, прев. Нева Мичева, Лист, С.
- 2019 – „Епизод от живота на един странстващ художник“, прев. Красимир Тасев, Агата-А, С.
- 2020 – „Принс“, прев. Красимир Тасев, Агата-А, С.
- 2020 – „Доказателството“, прев. Цвета Русинова, Агата-А, С.